# Bataille de Woosung
Première guerre de l'opium
Batailles
m
- Kowloon
- Chuanbi (1re)
- Chusan (1re)
- Barrière
- Chuanbi (2e)
- Bogue
- Première barre
- Whampoa
- Broadway
- Canton (1re)
- Canton (2e)
- Sanyuanli
- Amoy
- Chusan (2e)
- Chinhai
- Ningpo
- Tzeki
- Chapu
- Woosung
- Chinkiang
- Nerbudda

La bataille de Woosung (吴淞战役, Battle of Woosung) oppose les forces britanniques et chinoises le 16 juin 1842 lors de la première guerre de l'opium.
Après leur série de victoires dans la province du Zhejiang à Chusan, Chinhai, Ningpo, Tzeki et Chapu, les Britanniques font toujours face au refus de la cour impériale chinoise, trompée par les faux rapports reçus de ses généraux, de conclure une paix. Ils poursuivent alors leur avancée pour démontrer leur puissance et capturent la port de Woosung qui protège l'entrée du Huangpu pour pouvoir attaquer la grande ville de Shanghai, qui sera elle-même capturée avec peu de résistance trois jours plus tard,.

## Contexte
Situé au confluent du Yangzi Jiang et du Huangpu, Woosung contrôle l'accès maritime, via le système fluvial, à Shanghai. Le site était déjà fortifié avant la guerre de l'opium en raison de son emplacement stratégique. En 1828, lors d'une inspection, Guan Tianpei (de) compte 1 000 soldats et 231 canons. Il reproche cependant le fait que l'artillerie soit principalement composée de modèles obsolètes de petit calibre.
Après le déclenchement de la guerre de l'opium, l'armée Qing renforce les défenses de Woosung. Des fortifications en terre sont érigées de part et d'autre de la rive du fleuve. Du côté ouest se tiennent 1 000 soldats avec 144 canons. Du côté est, autant de soldats avec 20 canons. 2 000 hommes avec 50 canons sont stationnés à Baoshan. De plus, 700 soldats sont positionnés au nord-ouest de Baoshan pour prévenir une attaque de flanc. La principale position de défense côtière est commandée par le commandant des défenses côtières de Jiangnan, l'amiral Chen Huacheng (en). Les troupes de Baoshan sont quant à elles sous le commandement du nouveau gouverneur général de Liangjiang (en), Niu Jian.
Niu Jian est le commandant suprême. Il décrit la préparation chinoise avant la bataille comme adéquate et est certain de la victoire de ses propres forces. Il n'a aucune connaissance des réelles capacités techniques des Britanniques. Il affirme ainsi avant la bataille que les navires de guerre à vapeur britanniques doivent être tirés à terre par des bœufs à contre-courant du fleuve.
Le corps expéditionnaire britannique déploie huit navires de guerre conventionnels, six navires à vapeur, quatorze navires de transport et 2 000 soldats au sol pour l'attaque de Woosung.

## Bataille
Le 13 juin, le HMS Cornwallis et la flotte britannique jettent l'ancre au large de Woosung. Le bombardement du port commence le 16 juin tandis que les transports, chargés de troupes, restent à 6 km des côtes.
Le contre-feu des lignes de fortifications chinoises de 5 km sur la rive nord de la rivière fait quelques victimes, mais en deux heures, les tirs britanniques annihilent l'artillerie chinoise. Les navires commencent alors à débarquer les Royal Marines et des détachements sélectionnés de marins qui s'emparent des fortifications, sabotent les canons et maintiennent leurs positions jusqu'à ce que la principale force terrestre puisse être amenée des navires de transports au large.
Bien qu'une majorité de la garnison ait fui au milieu de la bataille, l'amiral Chen continue de se battre jusqu'à ce qu'il soit finalement tué. Liu Guobiao, commandant et proche de Chen, emporte alors son cadavre sur son dos loin de la mêlée et le cache dans une touffe de roseaux pour l'empêcher d'être découvert par les Britanniques.

## Conséquences
Dans la soirée, une fois Woosung sous contrôle, les troupes britanniques commencent à avancer vers Shanghai. Des soldats et des marins débarqués marchent le long de la rive gauche du Huangpu, tandis que d'autres se déplacent dans des navires à vapeur remorquant de petits bateaux. La seule opposition provient d'une batterie côtière, à mi-chemin en amont du fleuve en direction de Shanghai, mais qui est finalement réduite au silence par les tirs de la Royal Navy.
Le 18 juin, après avoir réduit au silence une autre batterie côtière juste en aval de Shanghai, les Britanniques atteignent la ville et l'occupent le lendemain.

## Galerie

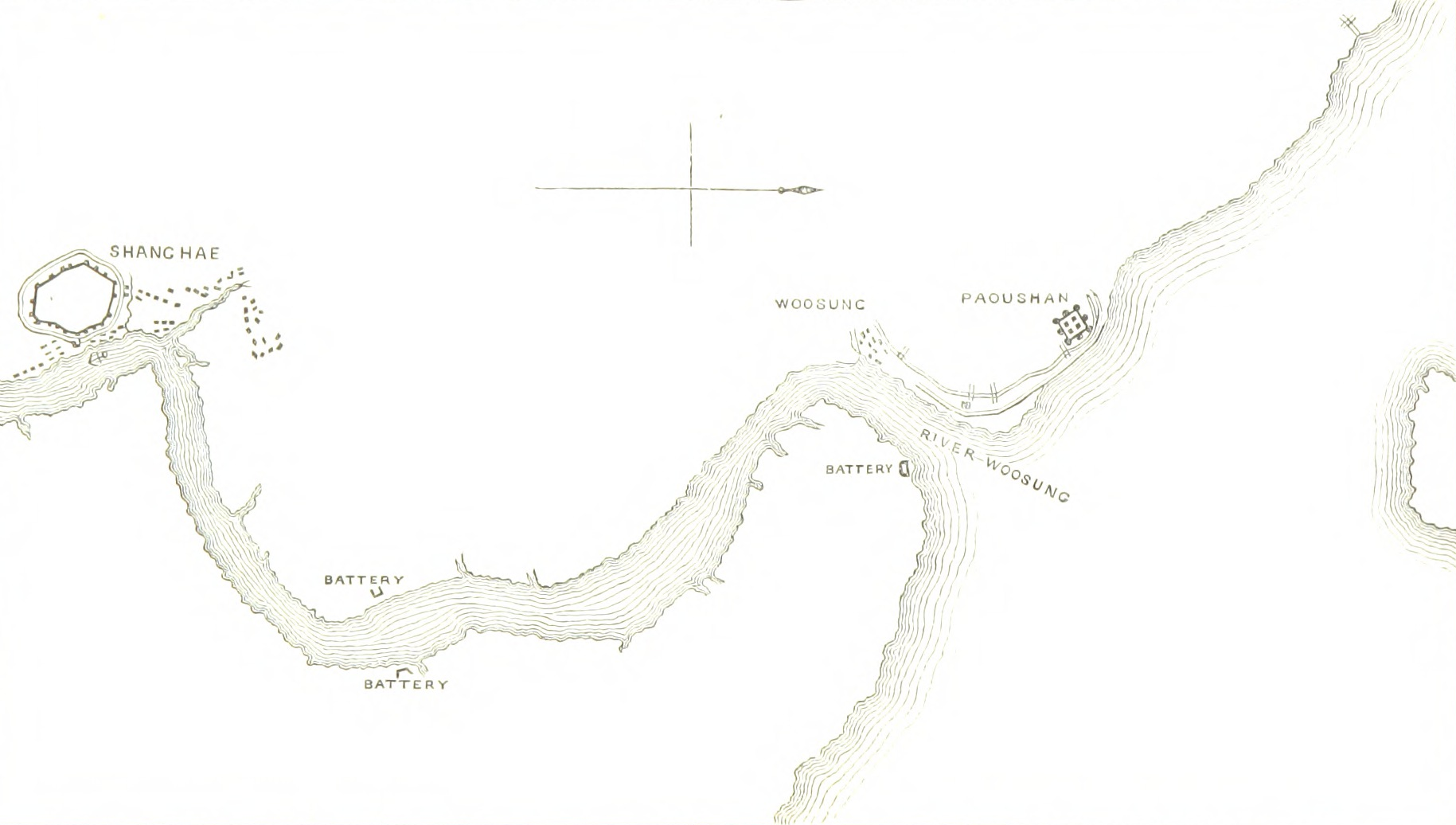
Carte du fleuve Huangpu, montrant les batteries chinoises
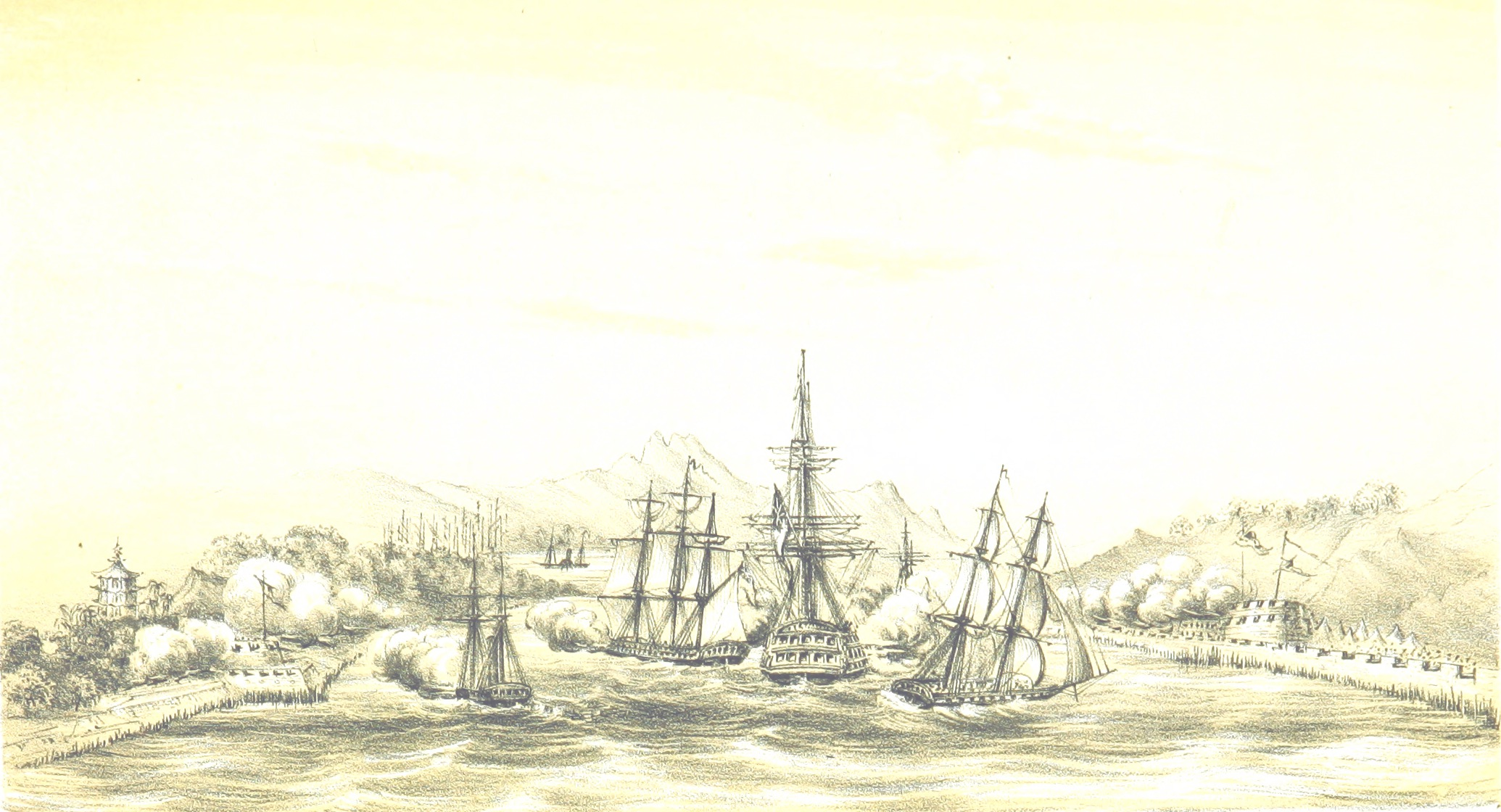
Croquis de la bataille navale
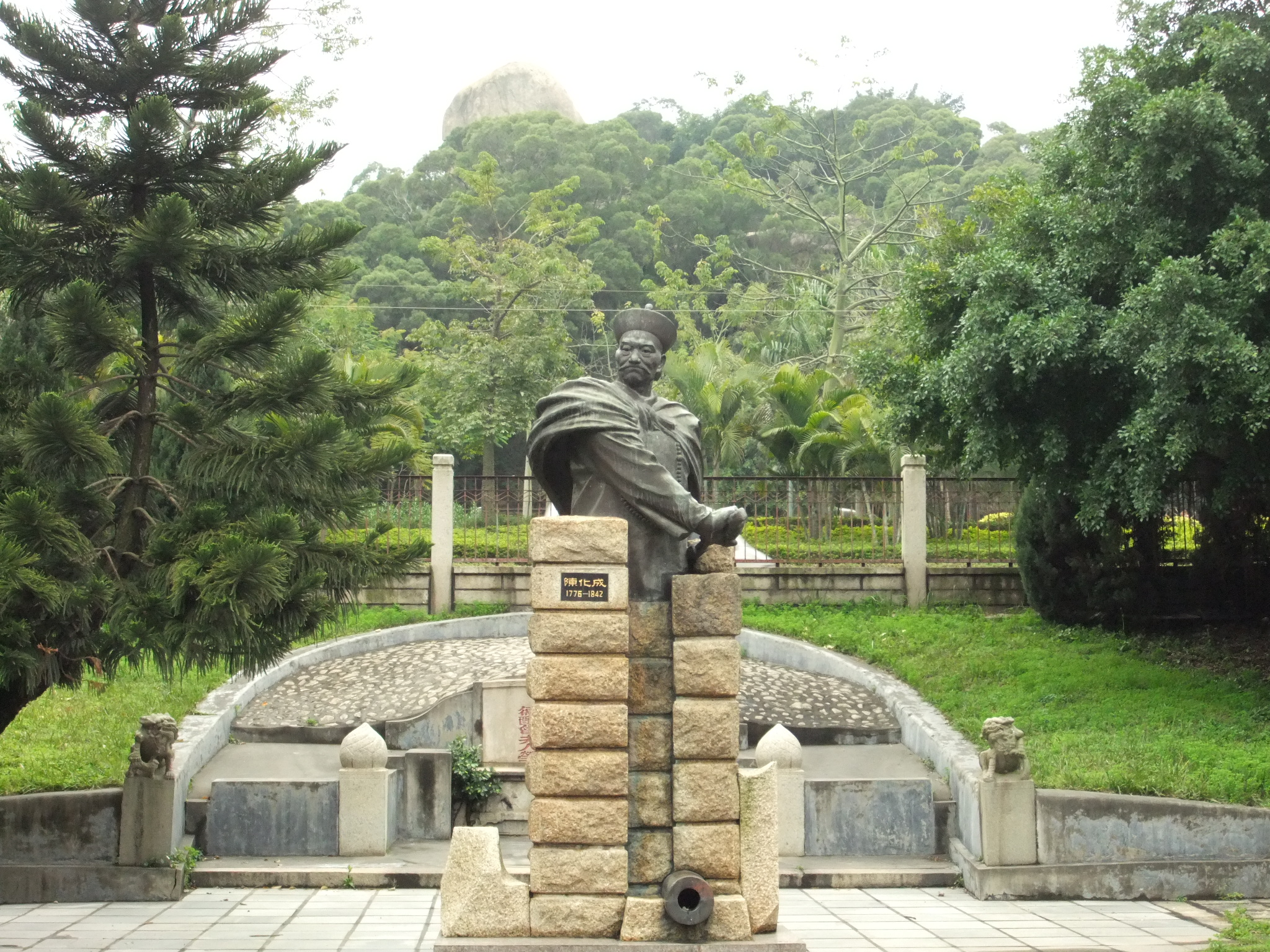
Tombe de l'amiral Chen, tué au combat